# The Upsetter Shop, Vol. 2: 1969-1973
A The Upsetter Shop, Vol. 2: 1969-1973 egy 1999-es Lee "Scratch" Perry válogatáslemez.

## Számok
1. Check Him Out (Take 1)
2. Uncle Charlie
3. Uncle Charlie (Version)
4. Sunshine Rock
5. Who To Tell
6. Can't Take It Anymore (Take 4)
7. Caught You Red Handed (Take 1)
8. In The Studio Listening To The Upsetter Radio Show On J.B.C.
9. Caught You Red Handed (Take 2)
10. Caught You Red Handed (Take 3)
11. Water More Than Flour (Take 1)
12. X-Ray Vision (Take 4)
13. People Sokup Boy
14. Gee (Take 2)
15. Some Sympathy
16. Tender Love
17. Creation
18. Cloud Nine (Take 3)
19. Tighten Up
20. Tighten Up Skank
21. Sweets For My Sweet